# Drypetes detersibilis
Espèce
Statut de conservation UICN

 VU D2 : Vulnérable
Drypetes detersibilis est une espèce de plantes à fleurs de la famille des Putranjivaceae.

## Publication originale
- Kew Bulletin 19: 303. 1965.